# Хийтола (станция)
Хи́йтола (фин. Hiitola) — узловая станция Октябрьской железной дороги на 173,0 километре перегона Кузнечное — Алхо и на нулевом километре перегона Бородинское — Алхо.

## Общие сведения
Расположена в одноимённом посёлке Лахденпохского района республики Карелия. По состоянию на 2019 год путевое развитие станции составляло 3 пути, новая боковая и старая финская островная платформы. Станция находится на линии с полуавтоблокировкой, которую обеспечивает пост ЭЦ, расположенный в отдельном здании. На посту несёт службу дежурный по станции. Вокзал отсутствует. Рядом с постом ЭЦ расположена неработающая будка для билетных касс. Билеты приобретаются в штабном вагоне у начальника поезда (для пассажирских поездов) или у кондуктора (на пригородных поездах).

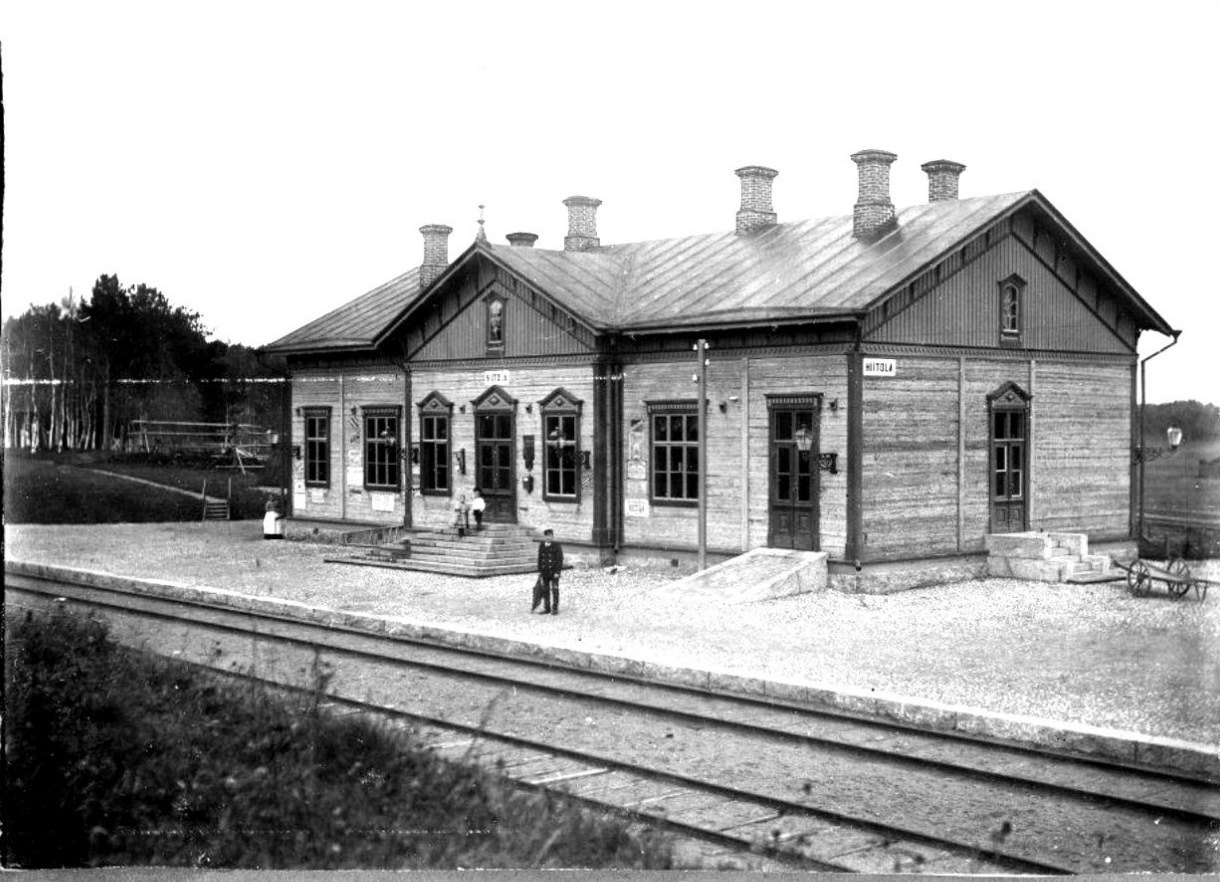
Первый вокзал, 1895 год

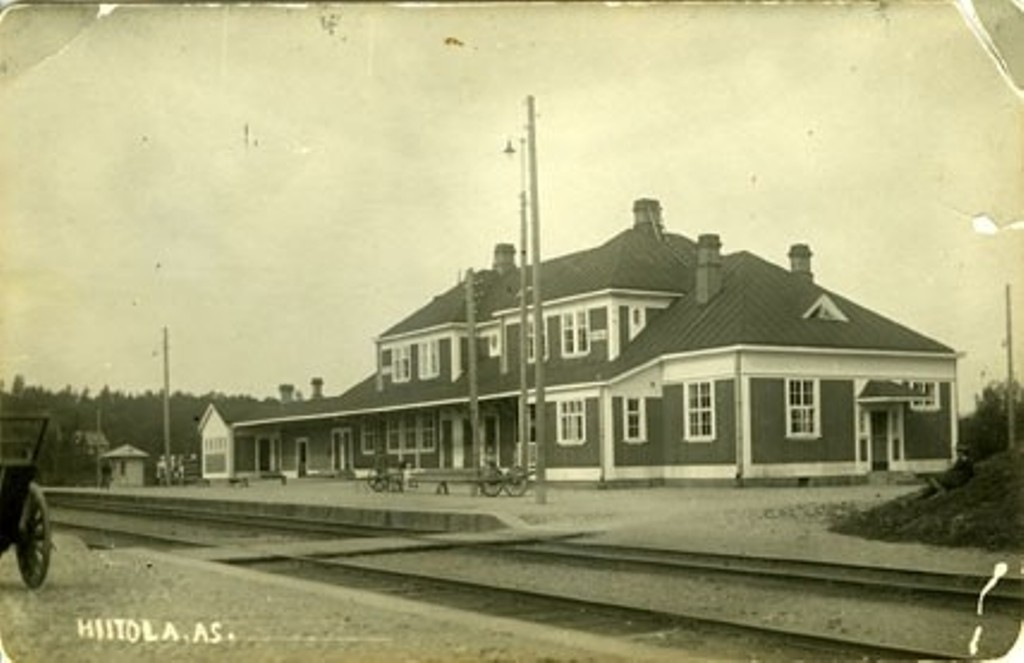
Второй вокзал, 1920-е годы

На станции установлен современный пассажирский павильон, а также новые информационные таблички.
Пригородное движение по станции осуществляется двумя парами поездов Кузнечное — Сортавала — Кузнечное, а также двумя парами поездов Выборг — Хийтола — Выборг.

## История
Станция Hiitola, как и весь участок Антреа — Сортавала, была открыта 1 ноября 1893 года. Решение о строительстве железной дороги Выборга — до Йоэнсуу было принято в 1888 году. Работы по строительству были начаты в 1890 году. На сооружении дороги в 1892 году работало 6000 человек.
1 августа 1917 года, с постройкой линии Санкт-Петербург — Хийтола, станция стала узловой.

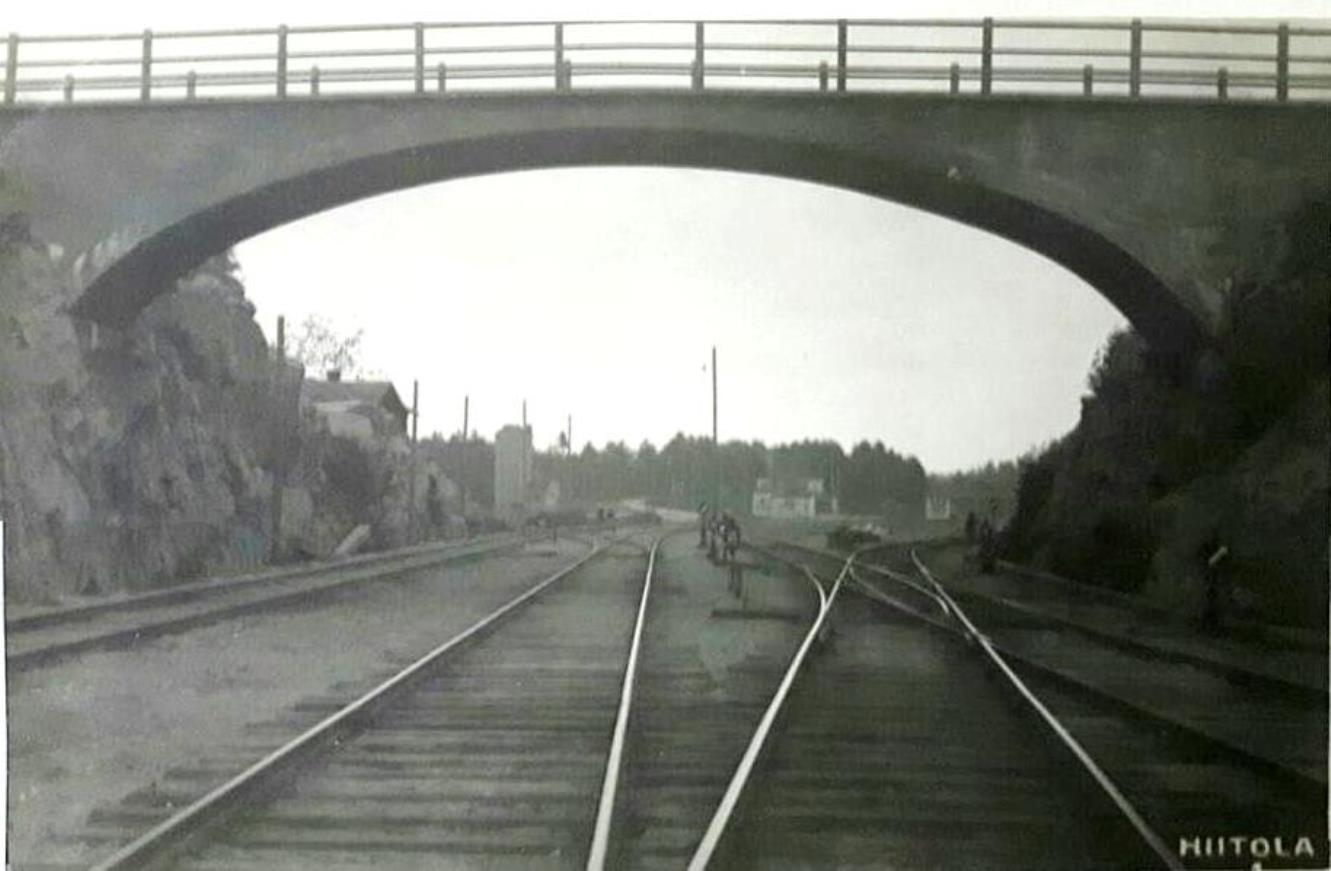
Мост в нечётной горловине, 1930-е годы

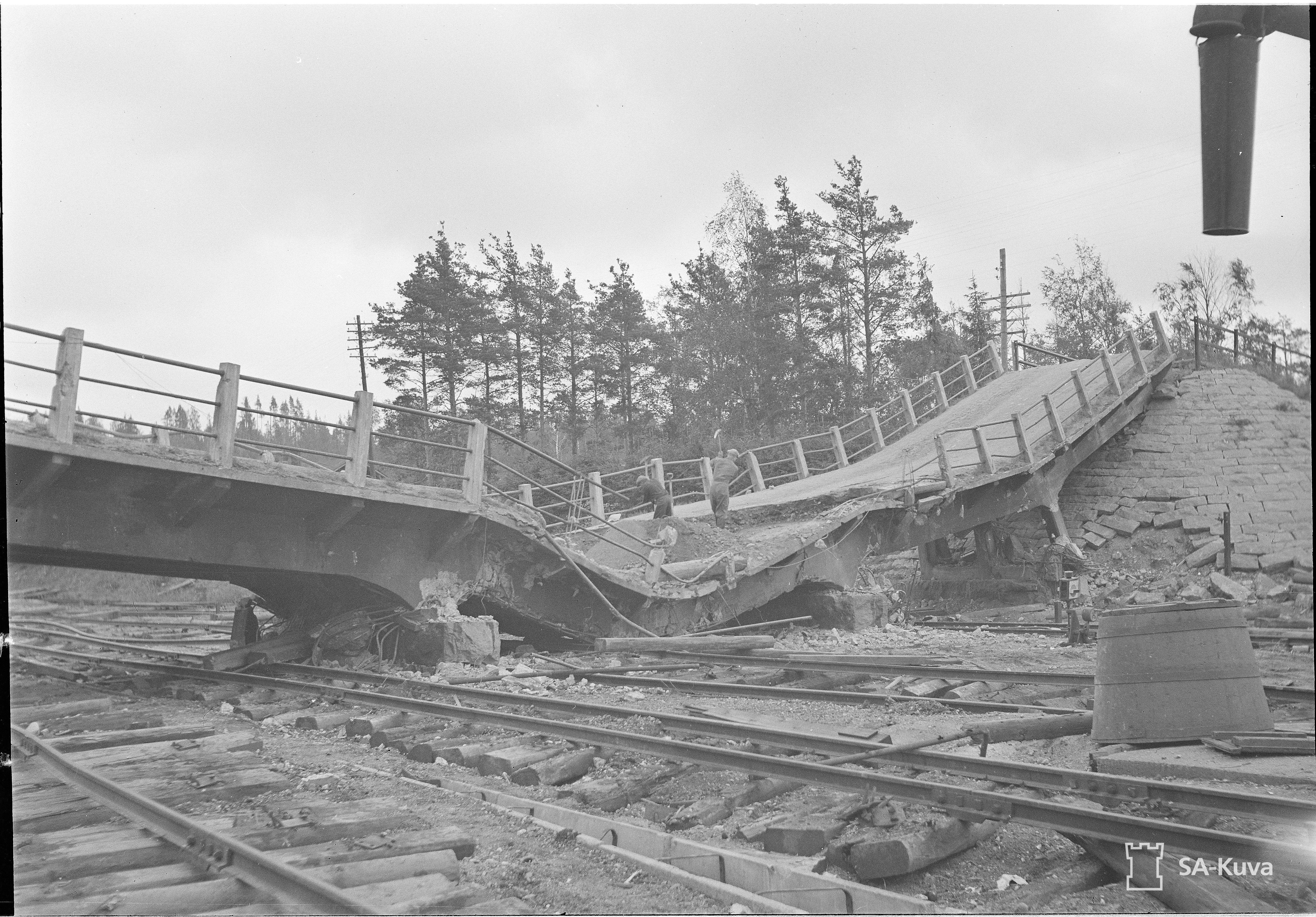
Мост в чётной горловине, 1941 год

На 1923 год путевое развитие станции составляло 7 путей. В северной горловине находилось паровозное веерное депо. Над обеими горловинами станции были проложены бетонные мосты. «Чётный» мост соединял дорогу Кексгольм — Куркиёки и дорогу на Ильме (сейчас вместо него — железнодорожный переезд). «Нечётный» мост 61°14′03″ с. ш. 29°40′57″ в. д. соединял совсем небольшие хутора, располагавшиеся по обе стороны железнодорожной линии и в настоящее время утраченные.

### Бои под Хийтола
31 июля 1941 года на Карельском перешейке начала наступление финская Юго-Восточная армия. Одной из задач был захват железнодорожного узла Хийтола.

20 августа советские войска на левом фланге начали отступление к бывшей линии Маннергейма, одновременно взрывались фортификационные сооружения, свертывались и эвакуировались подразделения береговой обороны. Батареи, расположенные на островах Выборгского залива, корабли шхерного отряда кораблей и посланные им на помощь эсминцы «Сильный» и «Стойкий» своим огнем прикрывали отход войск и отражали десанты противника.— http://www.redov.ru/voennaja_istorija/leningradskaja_boinja_strashnaja_pravda_o_blokade/p4.php
В итоге взорванными оказались оба моста в горловинах станции.

## Галерея

Станция Хийтола
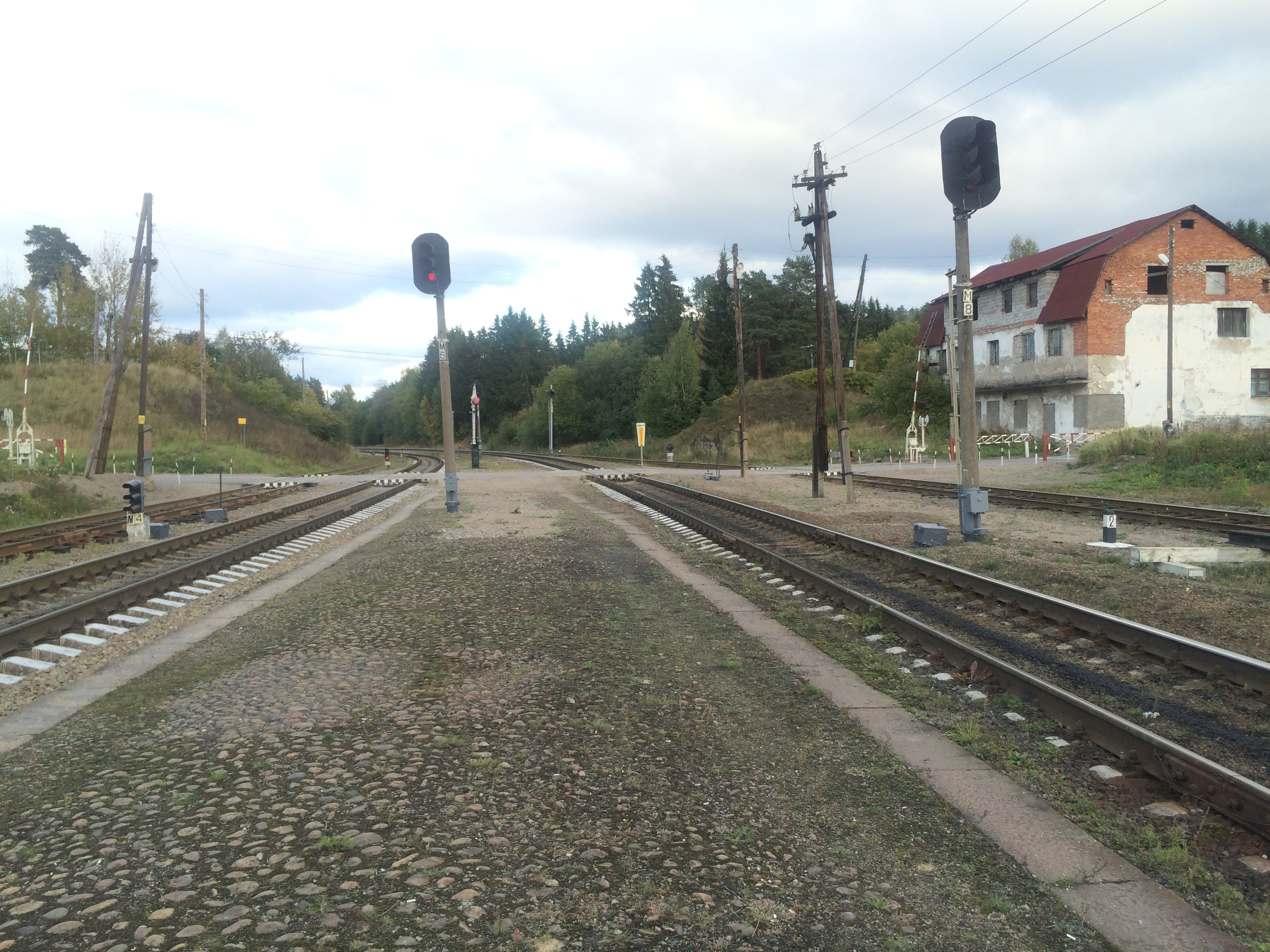
Финская островная платформа. Вид в сторону Алхо
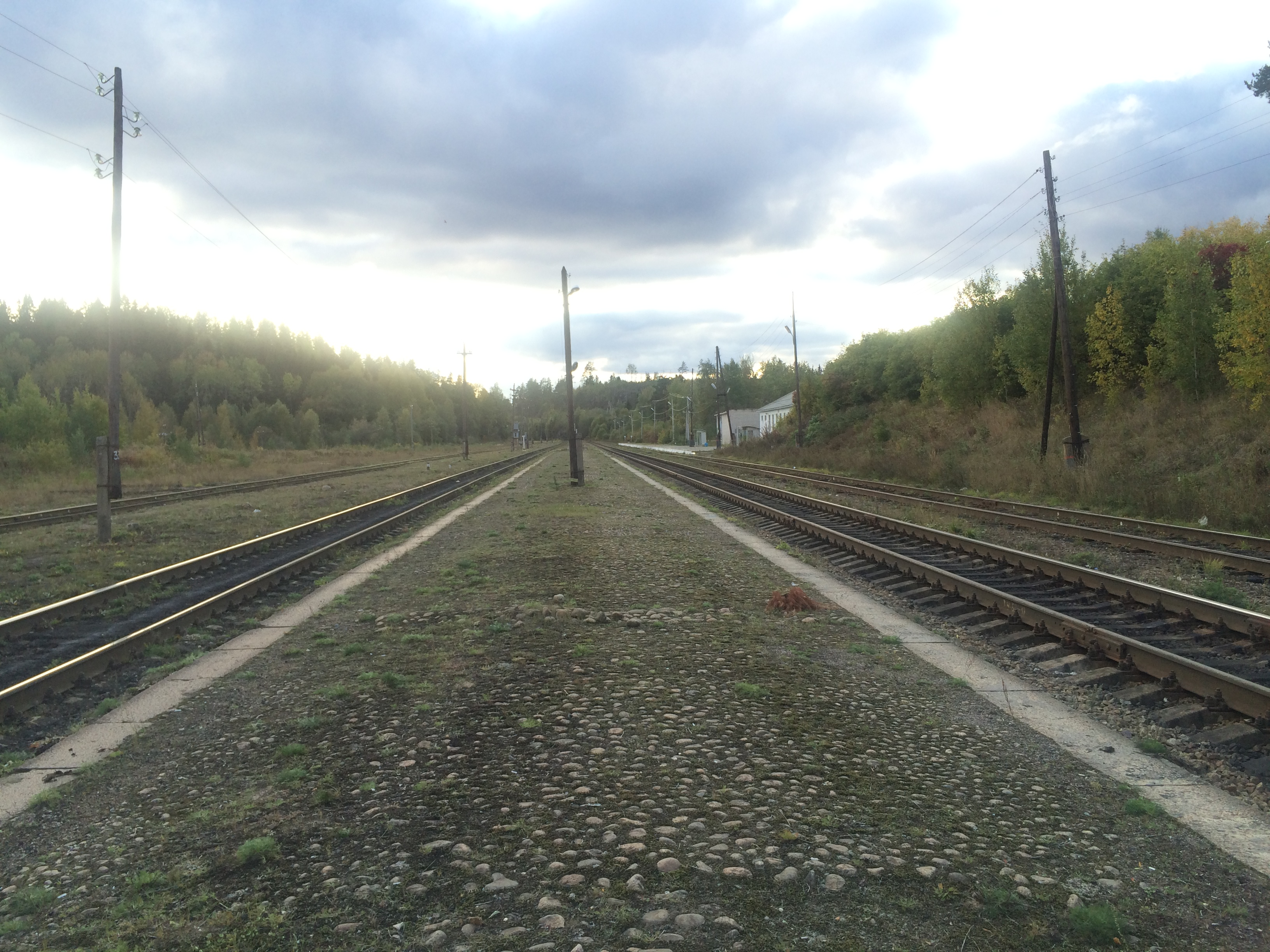
Финская островная платформа. Вид в сторону Кузнечного и Бородинского
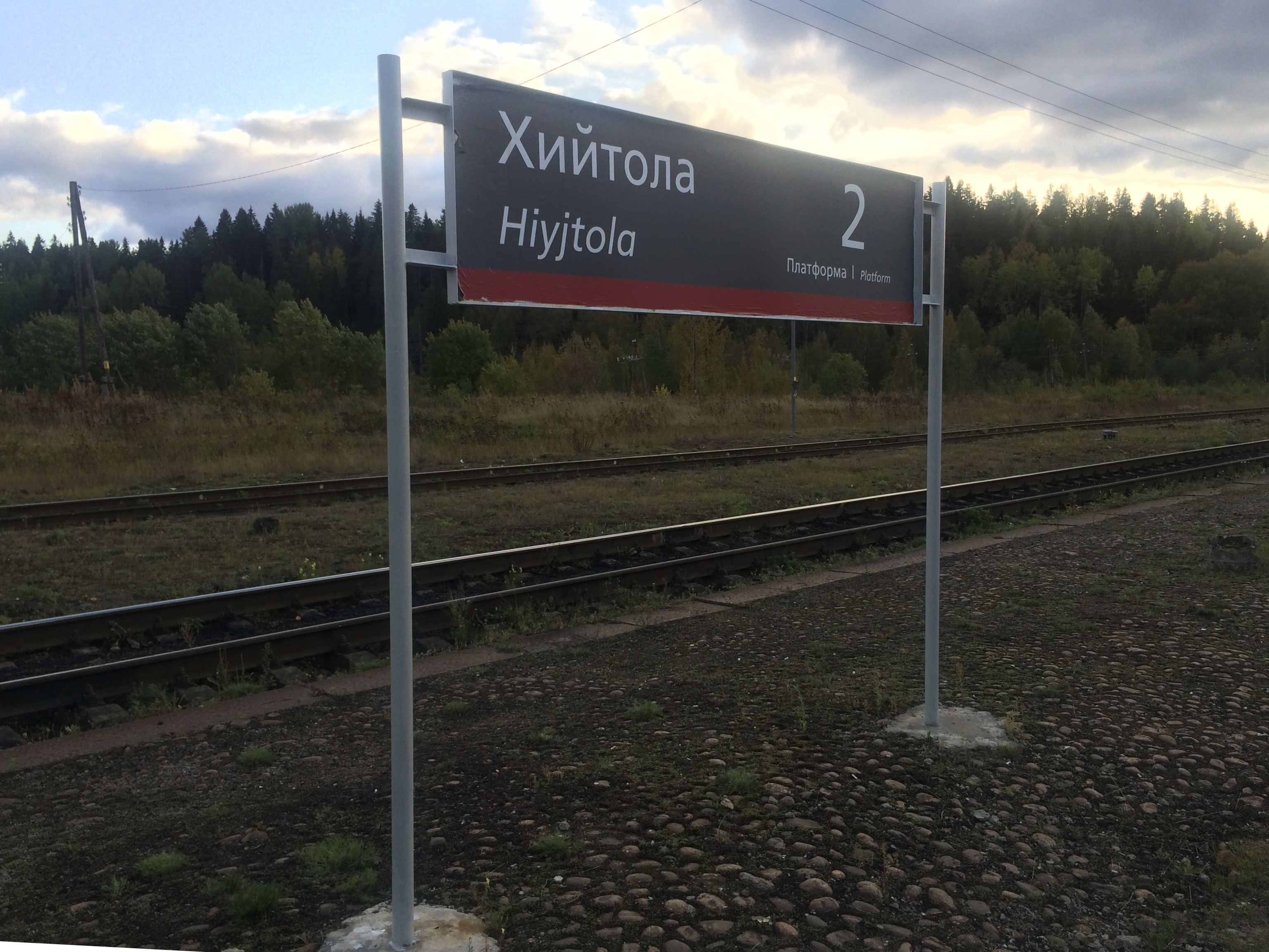
Табличка
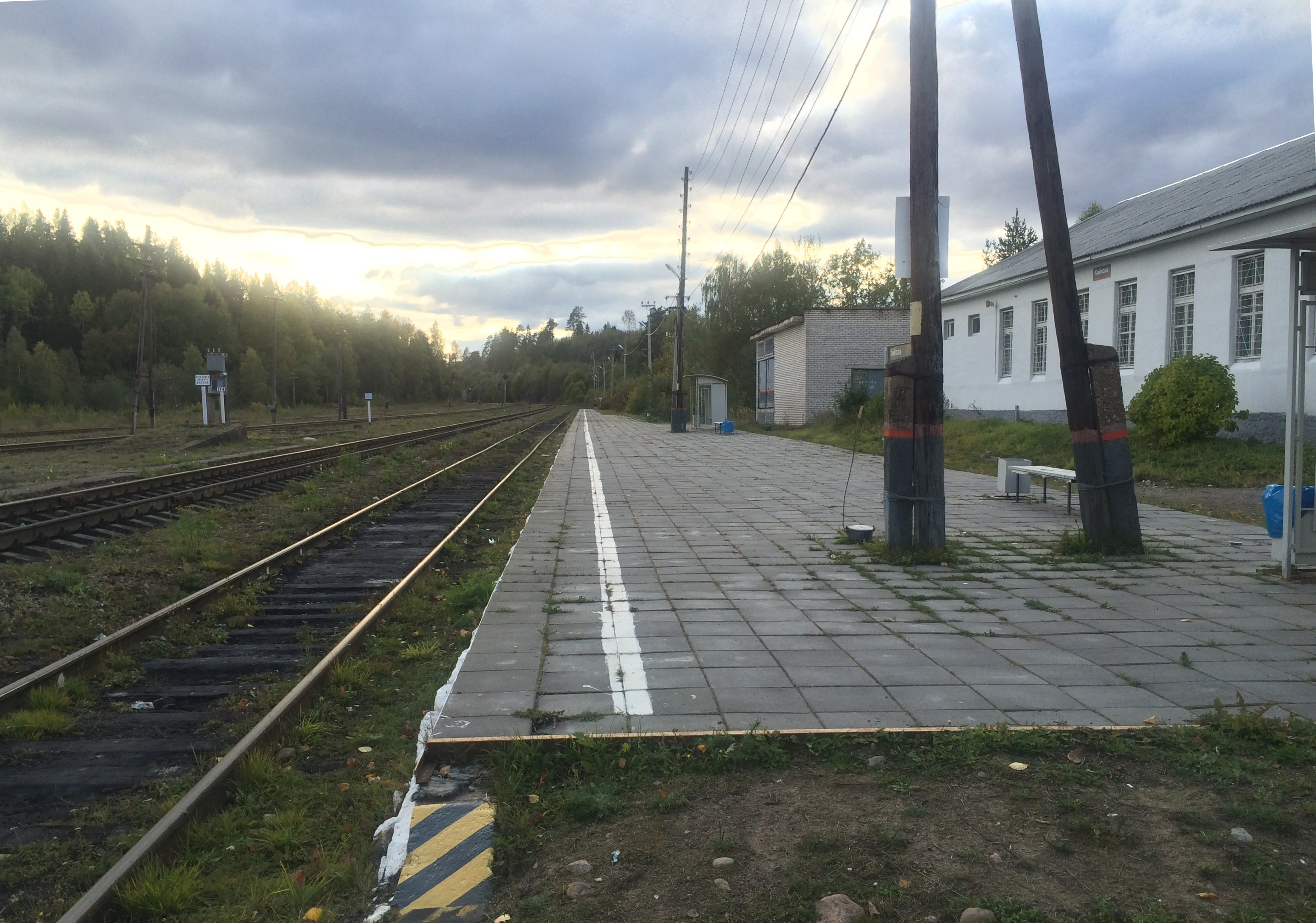
Вид в сторону Кузнечного
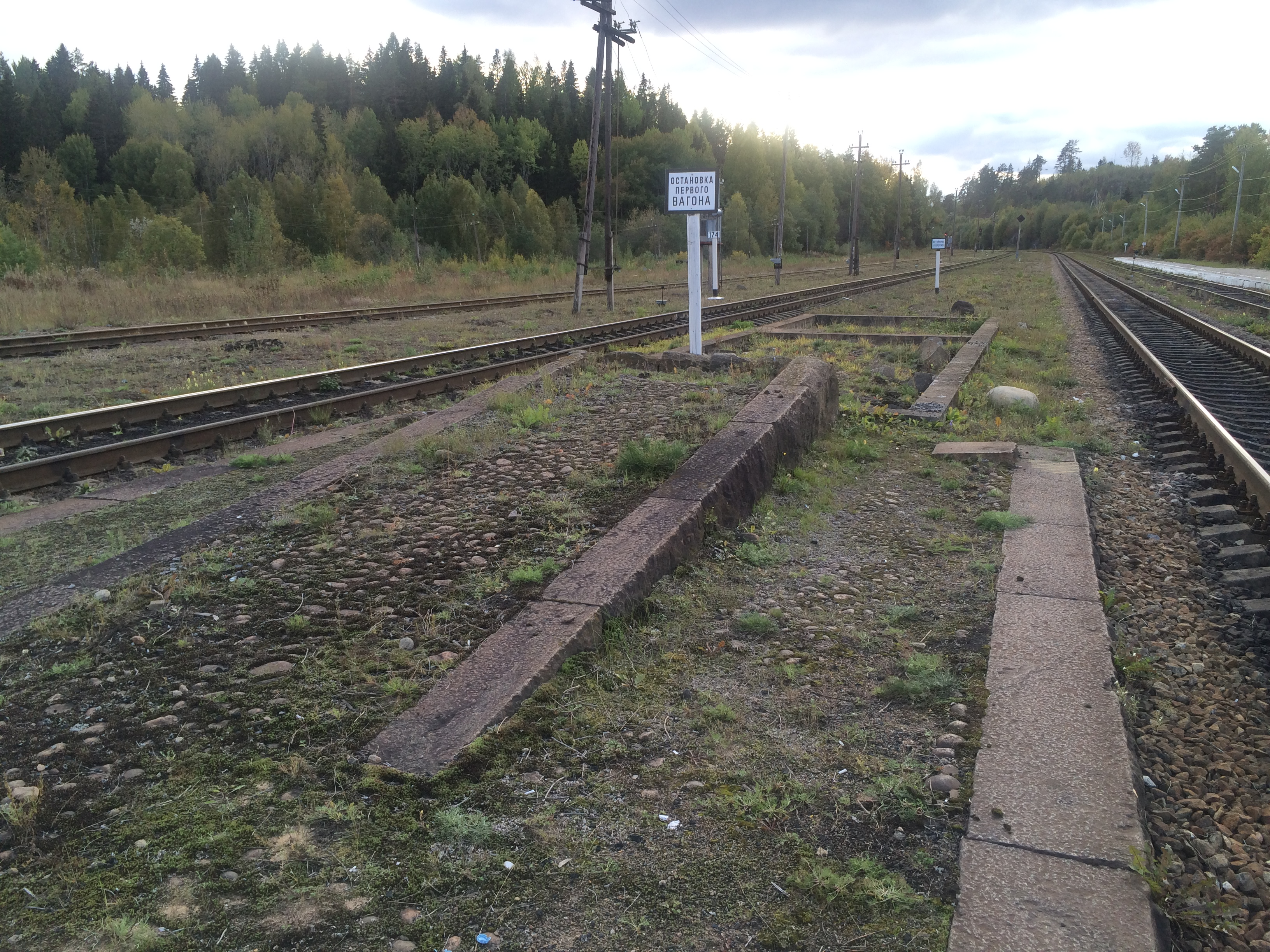
Место бывшего пакгауза
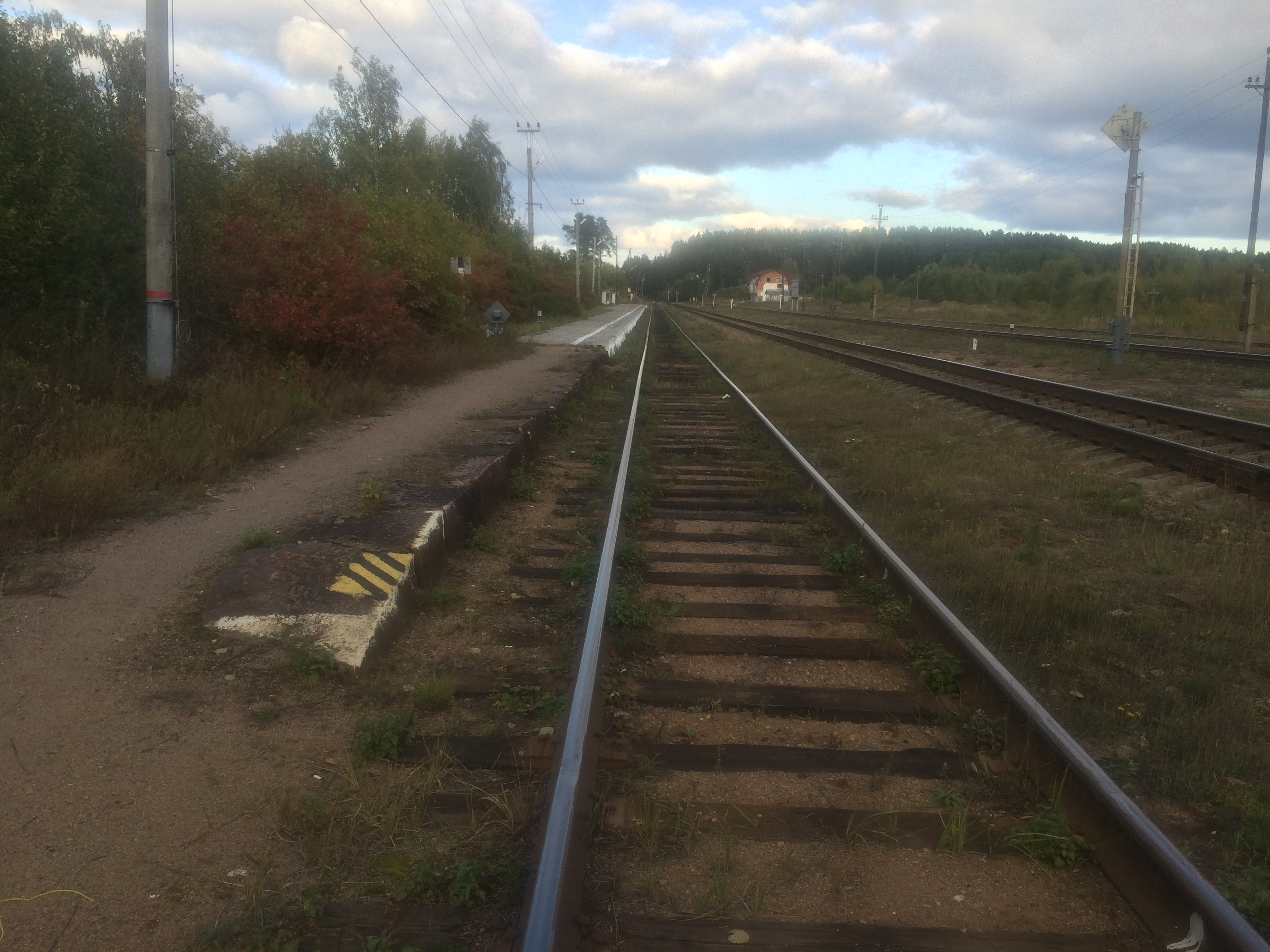
Вид со стороны Кузнечного
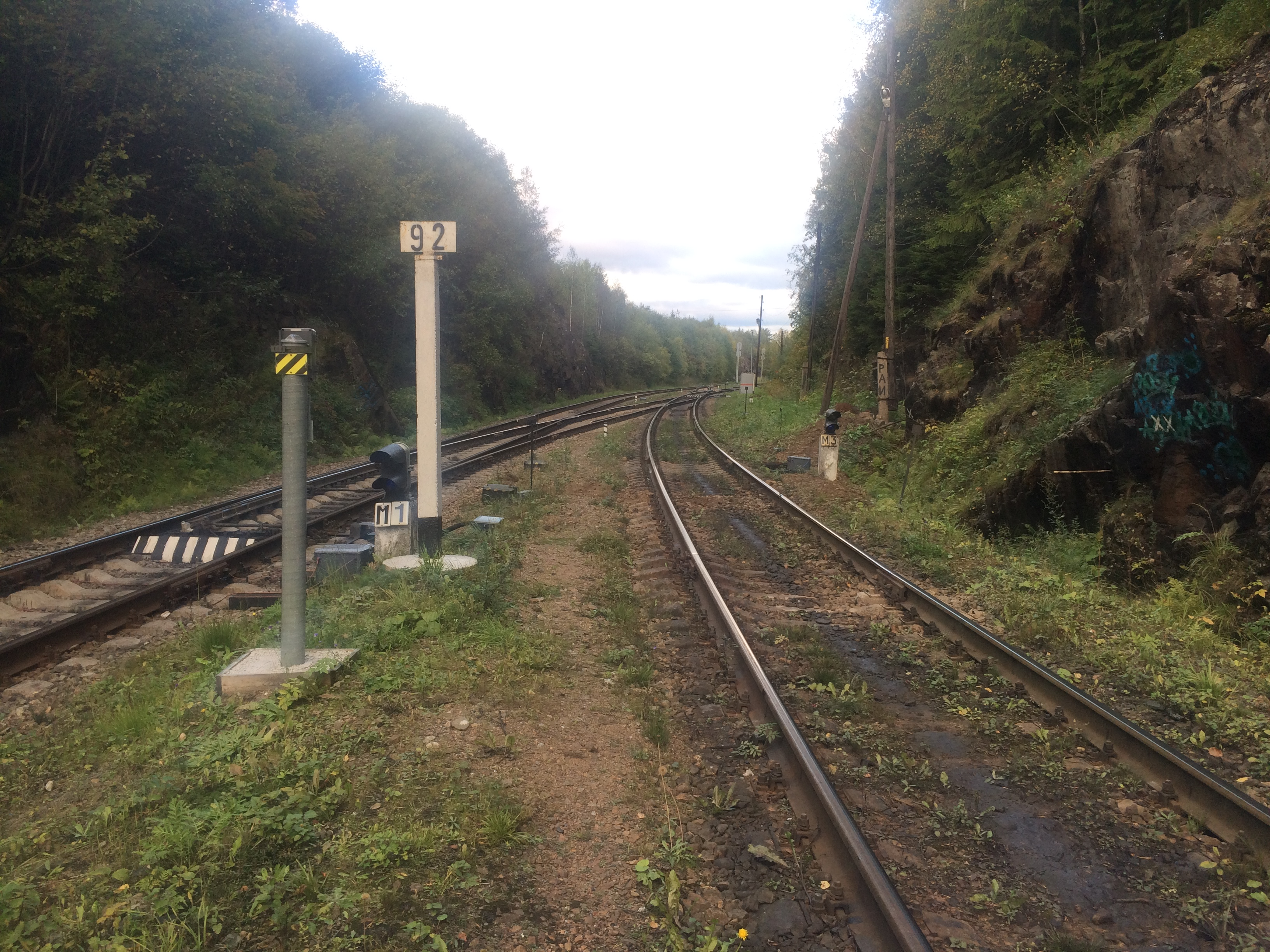
Нечётная горловина станции. Вид со стороны Кузнечного
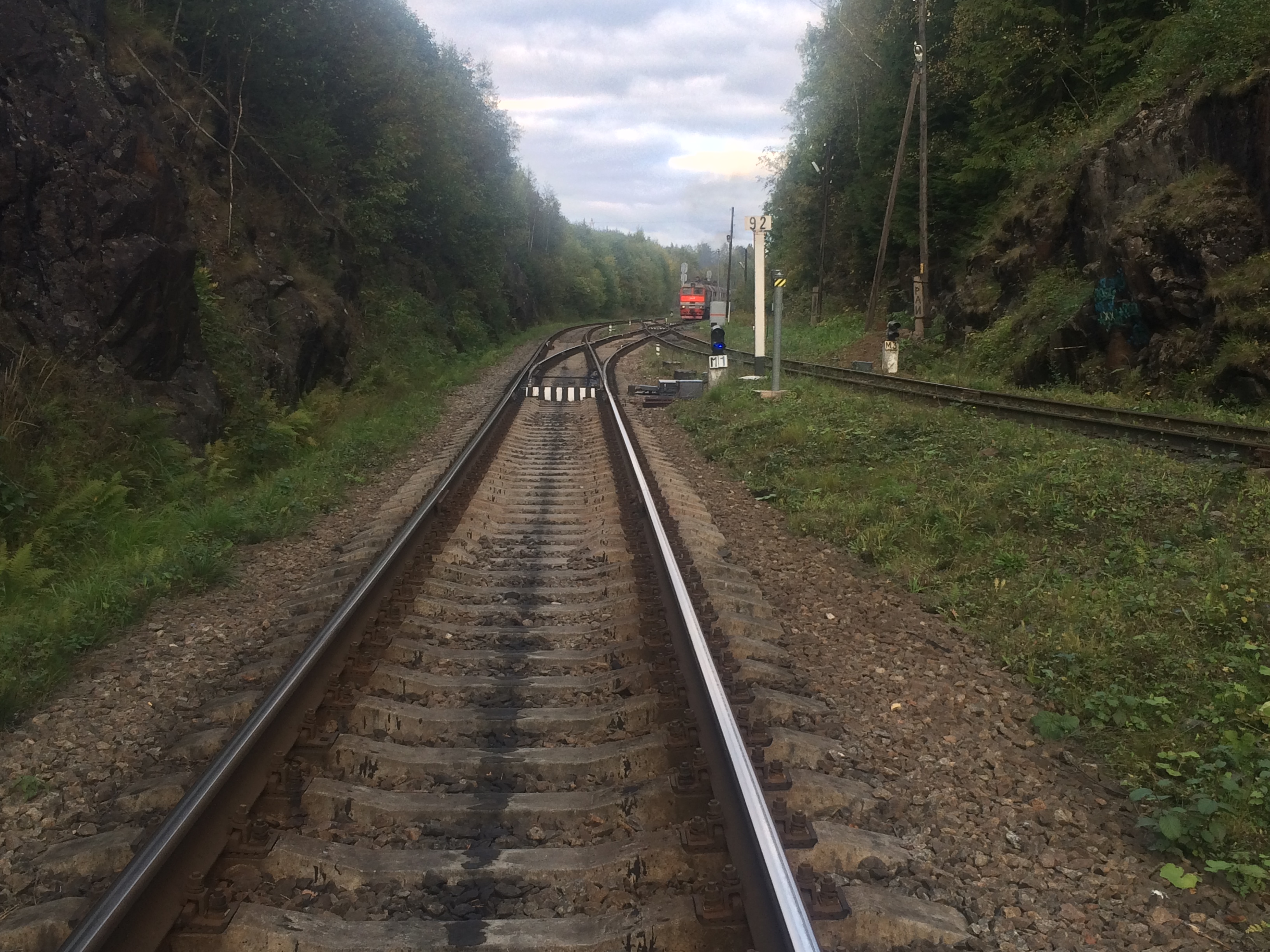
Вид в сторону Бородинского
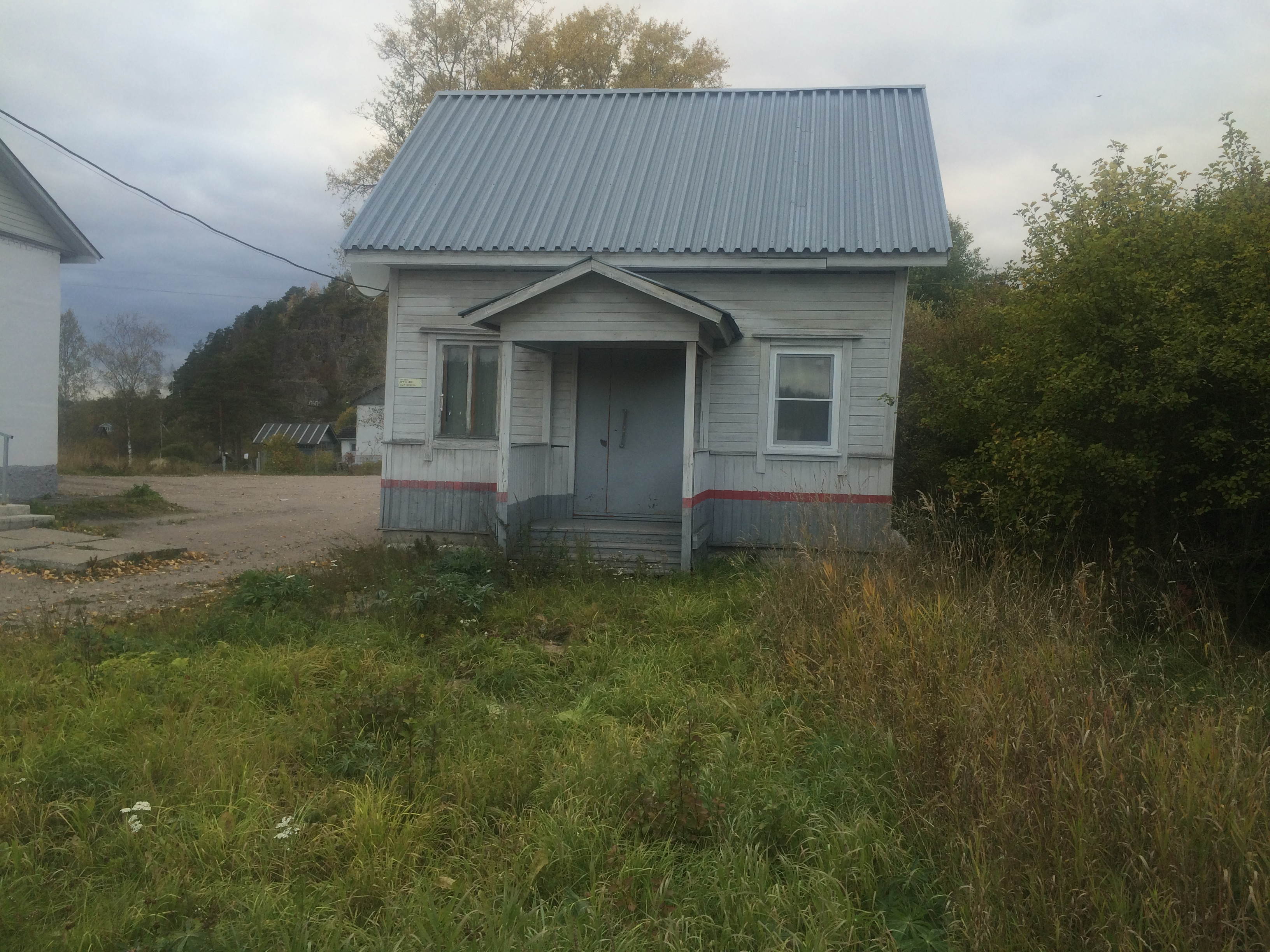
Неработающая билетная касса